# Partito Socialista del Reich
Il Partito Socialista del Reich (in tedesco Sozialistische Reichspartei, SRP) è stato un partito politico della Repubblica Federale di Germania fondato dopo la seconda guerra mondiale, nel 1949, apertamente nazionalsocialista. Personalità di spicco furono Otto Ernst Remer e Fritz Dorls.

## Storia

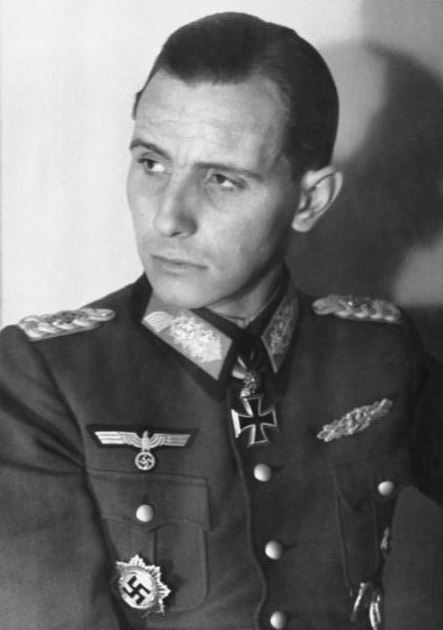
Otto Ernst Remer, fondatore del partito

L'SRP sosteneva che Konrad Adenauer fosse un fantoccio degli Stati Uniti d'America e che Karl Dönitz fosse l'ultimo legittimo presidente del Reich tedesco. Esso ha sempre negato l'esistenza dell'Olocausto, ha affermato che gli Stati Uniti d'America avrebbero costruito le camere a gas del campo di concentramento di Dachau dopo la guerra e che i filmati dei campi di concentramento fossero fasulli. Il programma del partito auspicava un'Europa, guidata da un Reich tedesco unificato, "terza forza" ostile sia al capitalismo che al comunismo.
L'SRP non ha mai apertamente criticato l'Unione Sovietica, ricevendo persino finanziamenti da essa. Il Partito Comunista di Germania (KPD), d'altro canto, non ricevette fondi dai sovietici perché era considerato "inefficace". Remer disse apertamente che se l'Unione Sovietica avesse mai invaso la Germania Ovest, avrebbe mostrato ai sovietici la strada verso il Reno e che i membri dell'SRP avrebbero aiutato i sovietici, fornendo loro armi.
L'SRP aveva circa diecimila membri e conquistò 16 seggi in Bassa Sassonia; inoltre possedeva un'organizzazione paramilitare, il Reichsfront. Il partito fu in seguito bandito nel 1952 dalla Corte costituzionale federale della Germania Ovest.
La sua eredità è stata raccolta dal Partito Nazionaldemocratico di Germania (NPD).